# Famille du Drac
La famille du Drac a donné, sous l'Ancien Régime, de nombreux membres du parlement de Paris (dont un président), un prévôt des marchands de Paris, plusieurs prélats (dont un évêque), et  elle s'est apparentée avec de nombreuses familles. 
Par exemple, Antoinette du Drac épouse, en 1578, Charles Huault de Montmagny. Un de leurs enfants, le chevalier de Montmagny, sera, de 1636 à 1648, le premier gouverneur de la Nouvelle-France.
En 1647, on disait de cette famille :  « La famille du Drac est sans doute une des plus illustres de Paris, tant pour les charges que ceux de cette maison ont eues dans le Parlement, que pour ses alliances »

## Origines
Barthélemy du Drac, né en Picardie en 1320 et mort à Paris en 1365 est considéré comme le fondateur de la famille du Drac, dont les armes sont : « D'or, au drac de sinople couronné et lampassé de gueules ».
L'abbé Frédéric-Auguste Denis (1817-1899) le faisait descendre du « Drac de Châteauneuf », mais il n'existe pas de document établissant un lien formel avec la famille des Châteauneuf-du-Drac dont le blasonnement est d'ailleurs légèrement différent, leur drac étant « armé ».

## Armes

Armes de la famille du Drac : « D'or, au drac de sinople couronné et lampassé de gueules »

## Filiation
```
Barthélemy du Drac
 (1320-1365), Trésorier des guerres de 
Philippe de Valois
 et de 
Jean le Bon

x : Jeanne Odde
│ 
├──> Jean I du Drac, président au 
Parlement de Paris
 (†1413) 
│     x : Jacqueline, vicomtesse d'
Aÿ
, dame de 
Mareuil
, de 
Claye
(†1404), fille de Jean d'Ay, † 1376, avocat général au Parlement
│     ├──> Guillaume du Drac, vicomte d'Aÿ, † vers 1414, x Marguerite de Villebéon, dame de 
Beaubourg
 : sans postérité  
│     ├──> Jehanne du Drac (1399-1436), 
│     │     x 
Philippe de Morvilliers
 (1380-1438), président au Parlement de Paris
│     │     │
│     │     ├──> Marie de Morvilliers
│     │           x Jean III de Longueil, président des 
requêtes de l'Hôtel
, sire de 
Maisons
, gouverneur de 
Pontoise

│     │       
│     ├──> Philippe du Drac, vicomte d'Ay, conseiller au Parlement de Paris 
│     │     x Marguerite Paillard
│     │     │
│     │     ├──> Jean du Drac, vicomte d'Ay, seigneur de Mareuil-sur-Marne, de Beaulieu..., écuyer, 
prévôt des marchands de Paris
 de 1486 à 1489
│     │           x Adenette Thiboust 
│     │           │ 
│     │           ├──> Adrien du Drac († vers 1531), vicomte d'Ay, conseiller au Parlement de Paris, 
lieutenant général du bailli
 de 
Meaux
 (1504-1515) 
│     │           │     x Nicole Arbaleste, fille de Guy Arbaleste 
de Melun
, seigneur de 
Laborde-le-Vicomte
 et 
La Rivière-de-Corps
, et de Charlotte de Marle 
│     │           │     │
│     │           │     ├──> Adrien du Drac, vicomte d'Ay, seigneur de Beaulieu et 
La Rivière-de-Corps
, conseiller au Parlement de Paris
│     │           │           x Charlotte Rappouel (†1585), dame de 
Bandeville

│     │           │           │
│     │           │           ├──> Adrien du Drac (†1595), vicomte d'Ay, seigneur de Mareuil-sur-Marne, conseiller au Parlement de Paris
│     │           │           │     x Marie Le Prevost (†1596), fille de Charles Le Prevost (†1585), seigneur de Grandvillé et Brou, et de Marie Brulard (sœur de Pierre III 
Brûlart
 
de Berny
 
de Sillery
)
│     │           │           │
│     │           │           ├──> Marguerite du Drac (†1621)
│     │           │                 x Augustin Le Prevost (†1585), baron de Brevands et de Marval 
│     │           │                 │
│     │           │                  (
bisaïeuls
 de Françoise Le Prevost, qui épousera François-Bernard 
Briçonnet
[
5
]
)
│     │           │ 
│     │           ├──> Jean du Drac, chanoine de 
Meaux
 et 
Chartres
, doyen du 
chapitre
 de 
Notre-Dame
, trésorier de la 
Sainte-Chapelle de Paris
 en 1543 (après 
Philibert Babou
) 
│     │           │ 
│     │           ├──> Jeanne du Drac, dame du Breuil
│     │           │     x Jean de Longuejoüe, avocat au 
Parlement

│     │           │    
│     │           ├──> Anne du Drac, dame de 
Beaubourg

│     │                 x Jean de Marle, seigneur de 
Versigny

│     │                 │
│     │                 ├──> Claude de Marle de Versigny
│     │                       x 
Augustin de Thou

│     │  
│     ├──> 
Jean du Drac
, 
évêque de Meaux
 (†1473)
│     │
│     ├──> Marthe du Drac 
│     │     x Pierre de Fresne
│     │      │
│     │      ├──> Colette Nicole de Fresne (†1464)
│     │           x 
Jean II Baillet
 
│     │  
│     ├──> Gérard du Drac, seigneur de 
Claye
 et gouverneur de 
Meaux

│           x Jeanne d'Orgemont de 
Méry
, petite-fille de Guillaume et arrière-petite-fille du 
chancelier
 
Pierre d'Orgemont

│           │
│           ├──> Gérard du Drac, 
Chanoine de Meaux
 
│           │
│           ├──> Jacques du Drac, seigneur de 
Claye
, conseiller à la 
cour des Aides
 et conseiller au parlement 
│                 x Charlotte Poignant, fille de Pierre seigneur d'
Athis
 et du Chemin-en-Brie/
de Guermantes
 (
2
e
 moitié du 
XV
e
 siècle)
│                 │
│                 ├──> Pierre du Drac, seigneur de 
Claye
 
│                 │     x Jeanne de Benserade
│                 │
│                 ├──> Jacques du Drac, 
chanoine de Chartres
  
│                 │
│                 ├──> Marguerite du Drac, dame de Beaubourg
│                       x Louis Anjorrant, seigneur de 
Claye
 
│          
├──> Berthelot du Drac 
```